# 吴刚 (中将)
吴刚（1953年4月—），河北满城人，中国人民解放军中将军衔。

## 生平
1969年入伍，曾历任军区政治部宣传干事、处长、副秘书长、某预备役师政委、北京军区政治部群众工作部部长、六十三军某师政委、陆军第二十七集团军政治部主任。2006年任陆军第三十八集团军政治委员，2010年10月任中国人民解放军南京军区副政治委员兼南京军区党委纪律检查委员会书记。2015年12月31日，进入新成立的中国人民解放军陆军首任领导班子，出任中国人民解放军陆军纪律检查委员会书记。
2012年晋升中国人民解放军中将。